# Лесная Крутовка
Лесная Крутовка — деревня в Вадинском районе Пензенской области России. Входит в состав Татаро-Лакинского сельсовета.

## География
Деревня находится в северо-западной части Пензенской области, в пределах восточной окраины Окско-Донской низменности, в лесостепной зоне, к северу от реки Вад, на расстоянии примерно 13 километров (по прямой) к северо-западу от Вадинска, административного центра района. Абсолютная высота — 181 метр над уровнем моря.
Климат
Климат характеризуется как умеренно континентальный. Средняя температура воздуха самого холодного месяца (января) составляет −11,5 °C (абсолютный минимум — −44 °С); самого тёплого месяца (июля) — 19,5 °C (абсолютный максимум — 38 °С). Продолжительность безморозного периода составляет 133 дня. Годовое количество атмосферных осадков — 467 мм. Снежный покров держится в среднем 141 день.

## История
Основана в конце XVII века как владельческое сельцо Ефремовка. В 1782 году сельцо Ефремовское, Крутовка тож, в собственности у Ирины Дементьевны и Надежды Васильевны Поповых. Имелось 29 дворов и деревянный господский дом. В середине XIX века при деревне действовали винокуренный завод и мельница. Перед отменой крепостного права являлась владением помещицы Анастасии Васильевны Тутониной. Было учтено 139 ревизских душ крестьян, 12 ревизских душ дворовых и 50 тягол (все на барщине). Жители входили в состав прихода Покровской церкви села Татарская Лака.
По состоянию на 1911 год в Лесной Крутовке, относившейся к Сергиево-Поливановской волости Керенского уезда, имелись: одно крестьянское общество, 89 дворов, ветряная мельница, два кирпичных сарая и лавка. Население села того периода составляло 560 человек. По данным 1955 года в деревне располагалась бригада колхоза имени Калинина.

## Население
| 2010 |
| ---- |
| 82   |

Половой состав
По данным Всероссийской переписи населения 2010 года в гендерной структуре населения мужчины составляли 42,7 %, женщины — соответственно 57,3 %.
Национальный состав
Согласно результатам переписи 2002 года, в национальной структуре населения русские составляли 100 % из 116 чел.

## Улицы
Уличная сеть деревни состоит из одной улицы (ул. Садовая).